# Jacqueline Mars
Jacqueline Mars (* 10. Oktober 1939) ist eine US-amerikanische Unternehmerin und Milliardärin. Sie ist die Tochter von Forrest Mars, Sr. und Enkelin von Franklin Clarence Mars, dem Gründer des Lebensmittelunternehmens Mars Incorporated.

## Leben
Ihre Geschwister und Miterben waren bzw. sind der im Juli 2016 verstorbene Forrest Mars, Jr. sowie John Franklyn Mars. Jacqueline Mars besitzt ein Anwesen an der Landmark School Road in Dover, Virginia.

## Vermögen
Jacqueline Mars und ihr Bruder sind beide Multi-Milliardäre und seit vielen Jahren auf der Forbes-Liste der reichsten Menschen der Welt vertreten. Dort wurde sie z. B. 2010 mit einem geschätzten Vermögen von 11,0 Milliarden US-Dollar gelistet. 2015 betrug ihr Vermögen ca. 26,6 Milliarden US-Dollar; damit belegte sie Platz 22 auf der Forbes-Liste. Anfang 2019 wurde ihr Vermögen – sowie das ihres Bruders John Mars – auf jeweils 23,9 Milliarden US-Dollar geschätzt und die beiden belegten zusammen den 33. Platz der Forbes-Liste. Anfang 2022 wurde ihr Vermögen auf 31,7 Milliarden US-Dollar geschätzt.